# Euphemia de Ross
Euphemia de Ross (1386 †) was de tweede vrouw en de eerste Koningin-Gemalin van Robert II van Schotland en een lid van de Ross-clan.

## Levensloop
Euphemia was een dochter van Hugo van Ross en Margretha de Graham, Hugo's tweede vrouw en dochter van David de Graham van Montrose. Euphemia trouwde eerst met John Randolph, derde baron van Moray, maar dit huwelijk bleef kinderloos. Haar man overleed in 1346 en ze bleef achter als weduwe de volgende negen jaar.
Op 2 mei 1355 huwde Euphemia met Robert Stuart, enige zoon van Walter Stuart, hoge schoutambt van Schotland en Marjorie Bruce. Marjorie was een dochter van Robert I van Schotland en zijn eerste vrouw Isabella van Mar.
Het is waarschijnlijk dat er een obstakel van verwantschap in het verbond van dit tweede huwelijk was en dat er een dispensatie nodig was van paus Innocentius VI om erkend te worden in de Katholieke kerk. Echter, heerst er nog steeds onduidelijkheid over de verwantschap tussen hen. De kinderen uit Roberts eerste huwelijk met Elizabeth Mure werden als niet-legitiem beschouw (bastaards), sommige betwijfelde de bloedverwantschap. Echter beweerde de kinderen uit beide huwelijk dat ze rechtmatige troonpretendenten waren, wat zou resulteren in toekomstige conflicten.
Euphemia en Robert II werden de ouders van vier kinderen:
- David Stuart (1357-1386), 1ste Baron van Caithness
- Walter Stuart (1358-1437), 1ste Baron van Athol
- Elizabeth Stuart (1356/58-c.1410), ze huwde David Lindsey, baron van Crawford
- Egidia Stuart, huwde in 1387 met Willem Douglas van Nithsdale.

Robert II volgde zijn kinderloos overleden oom David II van Schotland op in 1371. Euphemia werd daardoor zijn Koningin en bleef dat in die positie voor vijftien jaar, tot haar dood in 1386.